# 小行星8486
小行星8486（英語：8486）是一颗围绕太阳公转的小行星。1989年8月26日，罗伯特·H·麦克诺特在赛丁泉山发现了此天体。
这颗小行星的绝对星等为36.82236等。